# Siempre tuya
Siempre Tuya is een Mexicaanse film van 1952 met zanger Jorge Negrete in de hoofdrol. Het is gefilmd in zwart-wit en in de Spaanse taal. Het bevat populaire rancheramuziek gezongen door Jorge Negrete.

## Verhaal
De film volgt het verhaal van landbouwer Ramón García (Negrete) en zijn vrouw Soledad (Gloria Marín) wanneer droogte hen van hun grond in de Mexicaanse staat Zacatecas verdrijft. Ze verhuizen naar Mexico-Stad, waar ze zich maar moeilijk aan het stadsleven kunnen aanpassen. Ramón vindt geen vast werk. Ze vestigen zich in een kraakpand maar hun thuis wordt met de grond gelijk gemaakt door een projectontwikkelaar. Soledad vindt werk als een huismeid en ziet haar man slechts enkele ogenblikken per avond.
Ramón strompelt radeloos een theater binnen tijdens een talentenjacht dat live op de radio wordt uitgezonden. Ramón stelt zich kandidaat en brengt, ondanks het feit dat de presentator hem belachelijk maakt als plattelandsboertje, het publiek danig onder de indruk met een ontroerende versie van Mexico Lindo (Mooi Mexico). Door de reactie van het publiek wordt hij door de manager van het radiostation ingehuurd als artiest. García krijgt een brede aanhang door zijn traditionele, romantisch-nationalistische liedjes. Nu dat García veel verdient en beroemd is, huurt hij een luxe appartement, maar zijn vrouw Soledad vreest dat ze niet thuis horen in zo'n rijke omgeving.
Soledads vrees blijkt niet ongegrond. Haar man valt in de klauwen van Mirta (Joan Page), een blondje met een sterk "gringo" accent. Uiteindelijk komt het toch goed wanneer Ramón beseft dat hij hoort bij zijn trouwe vrouw.

## Acteurs
| Acteur             | Personage |
| ------------------ | --------- |
| Jorge Negrete      |           |
| Gloria Marín       |           |
| Tito Junco         |           |
| Arturo Soto Rangel |           |
| Juan M. Núñez      |           |
| Abel López         |           |
| Emilio Lara        |           |
| Ismael Pérez       |           |
| Ángel Infante      |           |
| Lupe del Castillo  |           |
| Fernando Galiana   |           |
| Joaquín Grajales   |           |
| Raúl Guerrero      |           |
| Juan Muño          |           |
| Joan Page          |           |